# Barajul Bolboci

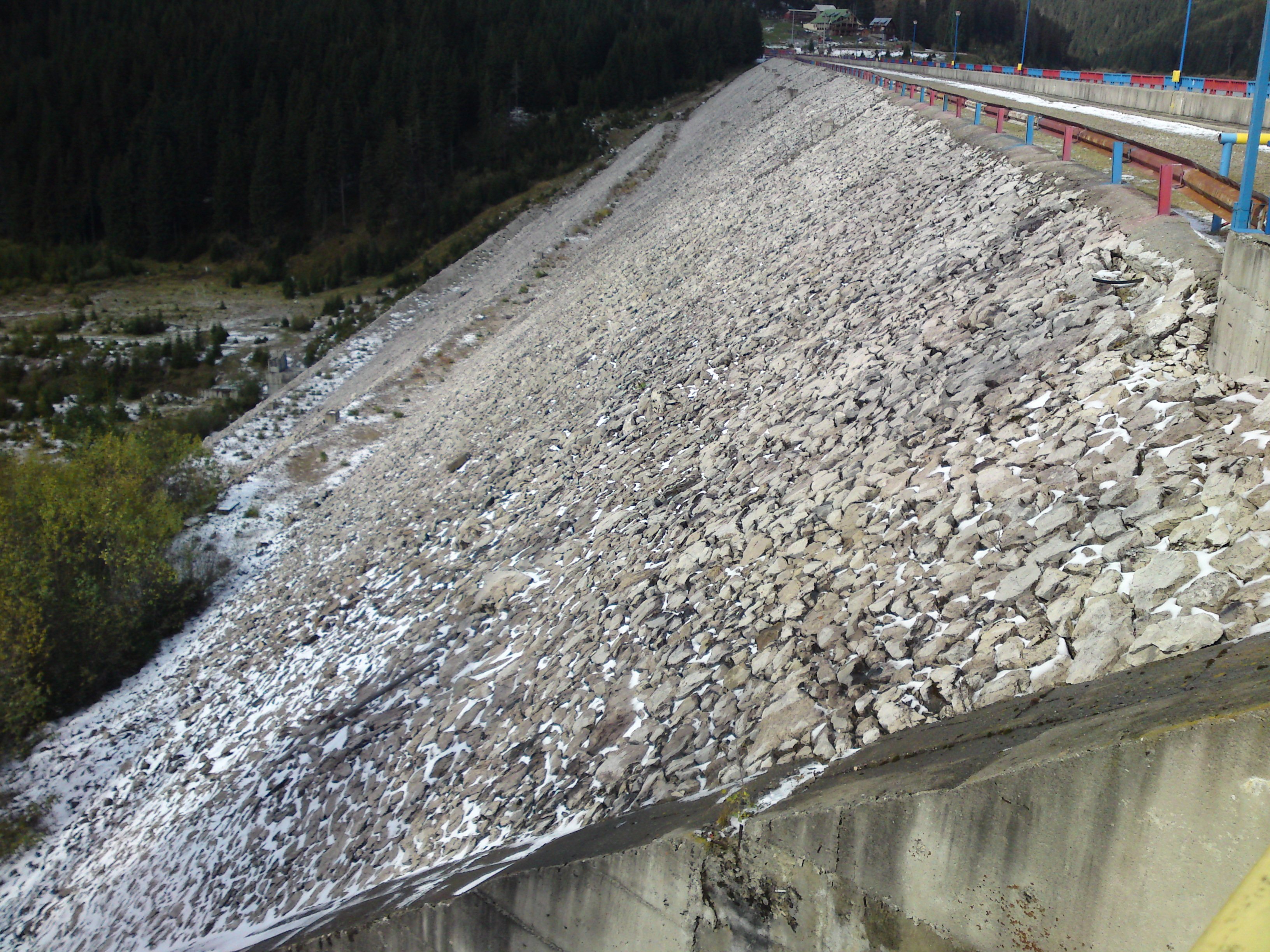
Vedere a barajului în octombrie 2010

Barajul Bolboci este amplasat pe râul Ialomița, în județul Dâmbovița, la altitudinea de 1438 m, în amonte de Cheile Zănoagei, în spatele său formându-se Lacul Bolboci.
Barajul Bolboci, cu înălțimea de 55 m, este un baraj construit din anrocamente, cu etanșare din beton la paramenul amonte. El realizează o acumulare de 18 milioane m³ pentru asigurarea, în orice condiții, a alimentării cu apă potabilă a municipiul Târgoviște.
Barajul, dat în folosință la data de 11 octombrie 1988, a fost proiectat de Institutul de Studii și Proiectări Hidroenergetice SA. Piatra pentru construirea barajului provine din cariera de pe Podul cu Florile – muntele Zănoaga din Masivul Bucegi.